# Прачеачун
Прачеачун (кхмер. ក្រុមប្រជាជន; «Народная группа») — камбоджийская политическая партия, которая участвовала в парламентских выборах в 1955, 1958 и 1972 годах.
На протяжении большей части своего существования партия была легальным прикрытием подпольной Коммунистической партии Кампучии.

## Создание
Прачеачун возникла в результате Женевской конференции 1954 года. Они гарантировали независимость и нейтралитет Камбоджи, а в следующем году должны были состояться парламентские выборы. Многие камбоджийцы, боровшиеся за независимость страны (особенно члены Объединенного фронта Иссарака), были связаны с Вьетминем, который согласился вывести свои вооруженные подразделения из Камбоджи: большое количество левых кхмеров во главе с ветераном Иссарака Шон Нгок Минем отправились в Ханой, где им предстояло оставаться в течение следующих двадцати лет.
Оставшимся левым было предложено сформировать легальную политическую партию для участия в выборах: «Кром Прачеачун», имевшую социалистическую платформу. Сама Коммунистическая партия (возглавляемая Ту Самутом и Се Хэном, в которую входили более поздние видные деятели, такие как Салот Сар (Пол Пот) и Иенг Сари) продолжала оставаться чисто подпольной организацией.
Прачеачун возглавляли Нон Суон, Кео Меас и Пенн Ют, все бывшие иссаракцы. Партия приняла символ плуга.

## Выборы 1955 года
Выборы 1955 года были первыми, в которых принял участие Прачеачун. Из-за жесткого преследования своих членов со стороны сил, лояльных партии Сангкум принца Нородома Сианука, Прачеачун смогла выставить только 35 кандидатов, набрав в общей сложности 31 034 голоса и не получив ни одного места.
По словам австралийского историка Бена Кирнана, Сианук позже признал, что многие округа проголосовали за кандидатов от социалистов, даже когда официальные результаты показали, что они получили мало голосов или вообще не получили их.

## Выборы 1958 года
В период перед выборами 1958 года принц Сианук, казалось, был глубоко обеспокоен возможностью доминирования Вьетминя в Камбодже. Перед выборами, Сианук опубликовал серию статей, прослеживающих историю камбоджийского коммунизма. 
Хотя статьи были проницательными в анализе коммунистической тактики, они подчеркивали связи левых с Вьетнамом и представляли их как угрозу камбоджийской нации. Давление на Прачеачун усилилось и в пропагандистской кампании правительства: были опубликованы плакаты, на которых были изображены здания и поезда, разрушенные Вьетмином, а также такие лозунги, как «Прачеачун разрушает нацию и продает страну иностранцам» и «Прачеачун не является частью Сангкума» и т.д.
На выборах Прачеачуну удалось выставить только пять кандидатов: четверо из них отказались от участия из-за преследований со стороны политической полиции, в результате чего остался только сам Кео Меас, который официально получил 396 голосов. Меас, опасаясь ареста был вынужден искать убежища на вьетнамской границе.
Ум Ненг в то время был одним из лидеров группы.

## Выборы 1962 года
Прачеачун снова подвергся репрессивным мерам (якобы по соображениям «безопасности») в преддверии выборов 1962 года, в которых его члены надеялись принять участие.
Полиция арестовала 14 оставшихся членов организации, включая генерального секретаря Нон Суона; им было предъявлено обвинение в хранении документов, уличающих их в стремлении к свержению режима Сангкума при поддержке Северного Вьетнама. Первоначально военный суд приговорил их к смертной казни, позднее приговор был заменен пожизненным заключением. Прачеачун распался, и многие из оставшихся левых бежали из Пномпеня в леса, за исключением нескольких видных деятелей (Кхиеу Сампхан, Ху Юн и Ху Ним), которые присоединились к Сангкуму. Примерно в это же время исчез лидер коммунистов Ту Самут; Салот Сар взял на себя руководство нелегальной партией.

## Выборы 1972 года
После свержения Лон Нолом монархического режима принца Сианука в ходе военного переворота 1970 года и последующего провозглашения Кхмерской республики Прачеачун выдвинул несколько кандидатов против Социально-республиканской партии Лон Нола на выборах 1972 года.
Первоначально предполагалось, что ее лидером станет левый активист Хан Тун Хак; вместо этого Хак присоединился к СРП (Социально-республиканская партия), и Пенн Ют стал ее лидером. Ют, который являлся офицером Кхмерских национальных вооруженных сил, к этому времени был близким соратником Лон Нола, и широко распространено мнение, что Прачеачун был реорганизован Лон Ноном специально для того, чтобы оказать «символическую» оппозицию СРП. Среди деятелей, связанных с Прачеачун в этот период, был Салот Чхай, левый журналист, брат Пол Пота. На выборах все места получила Социально-республиканская партия.